# Песковатка (Дубовский район)
Песковатка — село в Дубовском районе Волгоградской области, административный центр Песковатского сельского поселения.

## История
Полагают, что первыми поселенцами были казаки Волжского казачьего войска, выселенные в 1778 году за участие в Пугачёвском восстании на Терек. Второе заселение произошло в конце XVIII - начале XIX века крестьянами из разных губерний. Предположительная основания - 1788 год.
В 1850-е Песковатка являлась важным перевалочным пунктом при перевозке леса на Дон. Однако закрытие Дубовско-Качалинской железной дороги привело к снижению значения Песковатки как перевалочного пункта. Крестьяне занимались скотоводством, земледелием и рыболовством, многие были заняты отхожими промыслами в Дубовке, Царицыне и других городах. В 1890 году освящена деревянная церковь святой Троицы (построена взамен сгоревшей в 1878 году).
В конце XIX века в Песковатке имелись, церковь, школа, три общественных хлебозапасных магазина, 8 ветряных мукомольных мельниц, несколько лавок, действовало общество трезвости
В 1919 году село в составе Царицынского уезда включено в состав Царицынской губернии.
В 1928 году включено в состав Дубовского района Нижне-Волжского края, с 1934 года Сталинградского края (с 1936 года - Сталинградской области, с 1962 года - Волгоградской области).
В период Сталинградской битвы село находилось в прифронтовой полосе.
Часть территории села была затоплена при заполнении Волгоградского водохранилища

## География
Песковатка расположена в степной зоне в пределах Приволжской возвышенности, относящейся к Восточно-Европейской равнине, на западном берегу Волгоградского водохранилища, при устье реки Песковатка, на высоте около 50 метров над уровнем моря. Местность имеет значительный уклон по направлению  к водохранилищу. Рельеф местности холмисто-равнинный, осложнён балками и оврагами.. Почвы - каштановые солонцеватые и солончаковые. Почвообразующие породы - глины и суглинки.
По автомобильным дорогам расстояние до центра Волгограда составляет 60 км, до районного центра города Дубовка - 11 км. К селу имеется асфальтированный подъезд от федеральной автодороги Р228 (4 км)
Климат
Климат умеренный континентальный с жарким летом и малоснежной, иногда с большими холодами, зимой. Согласно классификации климатов Кёппена климат характеризуется как влажный континентальный (индекс Dfa). Температура воздуха имеет резко выраженный годовой ход. Среднегодовая температура положительная и составляет +7,9 °С, средняя температура января -8,2 °С, июля +23,9 °С. Расчётная многолетняя норма осадков - 394 мм, наибольшее количество осадков выпадает в декабре (39 мм) и июне (38 мм), наименьшее в марте (22 мм). 
Часовой пояс
Песковатка, как и вся Волгоградская область, находится в часовой зоне МСК (московское время). Смещение применяемого времени относительно UTC составляет +3:00.

## Население
Динамика численности населения по годам:
| 1897 | 1911 | 1989  | 2002 |
| ---- | ---- | ----- | ---- |
| 2630 | 3161 | ≈1100 | 1163 |

| 1857  | 1860  | 1882  | 1894  | 2010  | 2012  | 2013  |
| ----- | ----- | ----- | ----- | ----- | ----- | ----- |
| 2605  | ↘2510 | ↘2408 | ↗2455 | ↘1289 | ↘1279 | ↘1268 |
| 2014  | 2015  | 2016  | 2017  | 2018  | 2019  | 2020  |
| ↗1300 | ↗1303 | ↗1324 | ↗1327 | ↘1306 | ↘1305 | ↘1297 |
| 2021  |       |       |       |       |       |       |
| ↗1314 |       |       |       |       |       |       |